# Gruppo quoziente
In matematica, un gruppo quoziente è una particolare struttura algebrica che è possibile costruire a partire da un dato gruppo e un suo sottogruppo normale.

## Definizione

### Premessa
Sia {\displaystyle G} un gruppo, e {\displaystyle H} un suo sottogruppo normale. Si può introdurre la relazione di equivalenza su {\displaystyle G} definita, per ogni {\displaystyle g,g'} appartenenti a {\displaystyle G}, da
{\displaystyle g\sim g^{\prime }\quad {\overset {def}{\Longleftrightarrow }}\quad g^{\prime }g^{-1}\in H\quad \Longleftrightarrow \quad g^{\prime }=hg,\quad h\in H}.
Si indica con {\displaystyle [g]} la classe d'equivalenza
{\displaystyle [g]=\{hg\mid h\in H\}=Hg}
per ogni {\displaystyle g} appartenente a {\displaystyle G} (laterale destro di {\displaystyle H} in {\displaystyle G}). In modo analogo è possibile definire la classe
{\displaystyle [g]^{*}=\{gh\mid h\in H\}=gH}
(laterale sinistro), definita dalla relazione:
{\displaystyle g\sim ^{*}g^{\prime }\quad {\overset {def}{\Longleftrightarrow }}\quad g^{-1}g^{\prime }\in H\quad \Longleftrightarrow \quad g^{\prime }=gh,\quad h\in H}.
Poiché {\displaystyle H} è normale, {\displaystyle [g]=[g]^{*}}, cioè i laterali coincidono.

### Gruppo quoziente
Si definisce gruppo quoziente {\displaystyle G/H} l'insieme
{\displaystyle G/H=\{[g]\mid g\in G\}}
delle classi d'equivalenza; la classe {\displaystyle [g]} è ben definita, poiché la relazione d'equivalenza realizza una partizione di {\displaystyle G}, sicché
{\displaystyle g\not \sim g^{\prime }\Rightarrow [g]\cap [g^{\prime }]=\varnothing }
e
{\displaystyle \bigsqcup _{g\in G}[g]=G}.
L'insieme {\displaystyle G/H} può anche essere visto come l'insieme dei laterali di {\displaystyle H} in {\displaystyle G}.

## Struttura di gruppo
L'insieme {\displaystyle G/H} è ben definito per ogni tipo di sottogruppo; se però {\displaystyle H} è normale (come è stato assunto), si può munire {\displaystyle G/H} di una struttura di gruppo in modo naturale inducendo il prodotto da quello definito in {\displaystyle G}; si definisce infatti il seguente prodotto:
{\displaystyle *:G/H\times G/H\to G/H}
{\displaystyle gH*g^{\prime }H:=gg^{\prime }H}
ossia {\displaystyle \quad [g]*[g^{\prime }]:=[gg^{\prime }]}.
Questo soddisfa gli assiomi di gruppo, perché:
- se {\displaystyle a\sim a^{\prime }} e {\displaystyle b\sim b^{\prime }} (cioè se {\displaystyle a^{\prime }=ah} e {\displaystyle b^{\prime }=bk}, con {\displaystyle h,k\in H}), allora {\displaystyle (ab)^{-1}a^{\prime }b^{\prime }=b^{-1}a^{-1}a^{\prime }b^{\prime }=b^{-1}hbk}, che appartiene a {\displaystyle H} perché questo è normale; di conseguenza, {\displaystyle ab\sim a^{\prime }b^{\prime }}, e il prodotto è ben definito;
- l'elemento unità di {\displaystyle G/H} è proprio {\displaystyle [1]} (dove {\displaystyle 1} è l'elemento unità di {\displaystyle G}), in quanto, per ogni {\displaystyle g\in G}, si ha {\displaystyle gH*1H=(g1)H=gH}.
- vale la relazione {\displaystyle [g]^{-1}=[g^{-1}]}, perché {\displaystyle gH*g^{-1}H=(gg^{-1})H=1H} (cioè {\displaystyle g^{-1}H} è l'inverso di {\displaystyle gH}).

Pertanto, {\displaystyle (G/H,*)} è un gruppo.

## Proiezione
Per ogni gruppo quoziente, è possibile definire in modo naturale una proiezione canonica definita dall'applicazione:
{\displaystyle \pi :G\to G/H}
{\displaystyle g\to [g]}.
Questa applicazione è un omomorfismo tra gruppi, cioè
{\displaystyle \pi (gg^{\prime })=\pi (g)*\pi (g^{\prime })}
per ogni {\displaystyle g,g^{\prime }} appartenenti a {\displaystyle G}.
L'applicazione è anche evidentemente suriettiva, dato che, per ogni {\displaystyle [g]}, si ha
{\displaystyle \pi ^{-1}([g])\ni g}.
Il nucleo dell'applicazione, inoltre, è esattamente l'insieme {\displaystyle H}, dato che
{\displaystyle g\in \operatorname {Ker} (\pi )\Leftrightarrow \pi (g)=[1]\Leftrightarrow gH=1H\Leftrightarrow g=1h,h\in H\Leftrightarrow g\in H}